# ليليان إيكزوم كليمنت

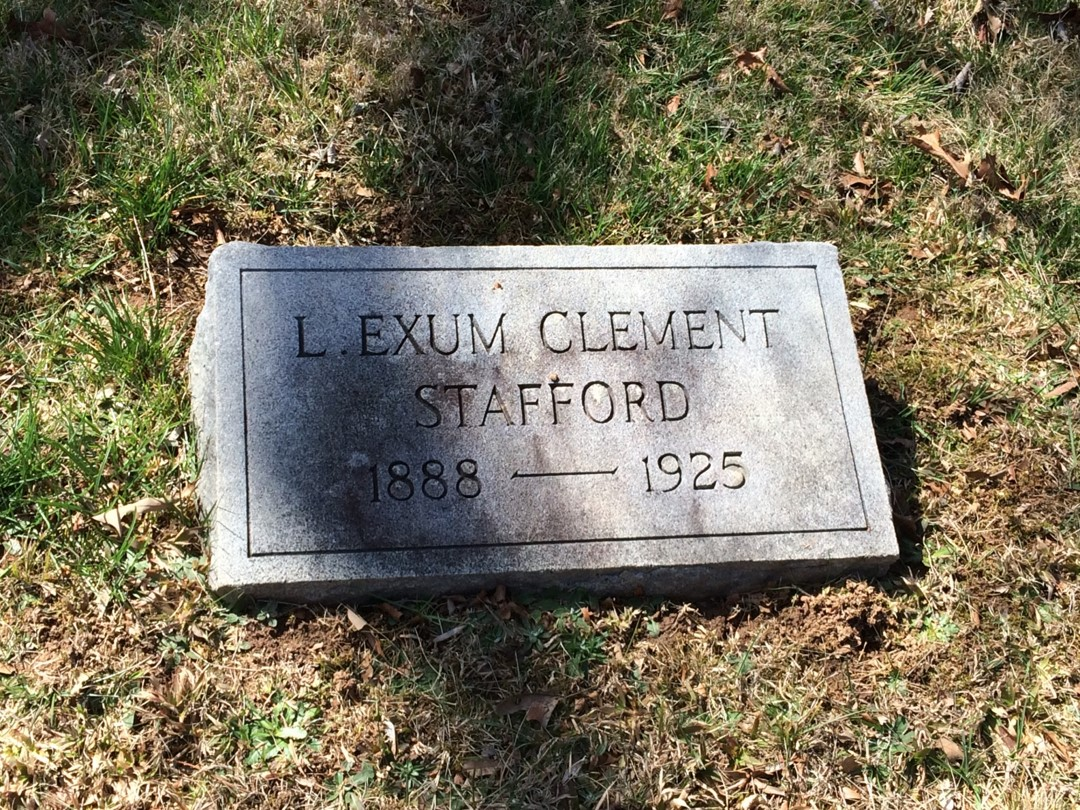
شاهد قبر ليليان إيكزوم كليمنت في كارولاينا الشمالية

ليليان إيكزوم كليمنت (بالإنجليزية: Lillian Exum Clement)‏، (وُلدت في عام 1894- تُوفيت في عام 1925)، عُرفت أيضًا باسم ليليان ستافورد بعد زواجها. كانت كليمنت أول امرأة مُنتخبة في جمعية كارولاينا الشمالية العامة، بالإضافة إلى كونها أول امرأة مُنتخبة في المجلس التشريعي في جميع الولايات في جنوب الولايات المتحدة.

## حياتها الشخصية
كانت ليليان إيكزوم كليمنت –التي عُرفت باسم «إيكزوم» أو «إكز»– الطفلة السادسة من بين سبعة أطفال لجورج واشنطن كليمنت وسارة إليزابيث بورنيت. التحقت كليمنت بالمدرسة الثانوية في آشفيل في ولاية كارولاينا الشمالية قبل أن تدرس في كلية آشفيل للأعمال بتشجيع من المحسنة البارزة إديت فاندربيلت. عمل والد كليمنت بصفته كبير العمال لدى زوج إديت فاندربيلت الذي يُدعى جورج فاندربيلت. تولت كليمنت منصب نائب في قسم شرطة مقاطعة بونكوم عندما كانت في الرابعة عشر من عمرها، ودرست القانون برفقة جيمس جيفرسون بريت وروبرت جولدستين في وقت فراغها. حصلت كليمنت على واحدة من أعلى الدرجات في امتحان القبول في نقابة المحامين في ولايتها لعام 1916 من بين 70 طالب آخر، الأمر الذي أكسبها مكافأةً. عملت كليمنت بعدها بصفتها محامية جنائية في عام 1917، وأصبحت أول امرأة محامية دون أي شركاء من الذكور في ولاية كارولاينا الشمالية. عملت كليمنت بصفتها رئيس كتبة هيئة التجنيد في مقاطعة بونكوم.

## مسيرتها السياسية

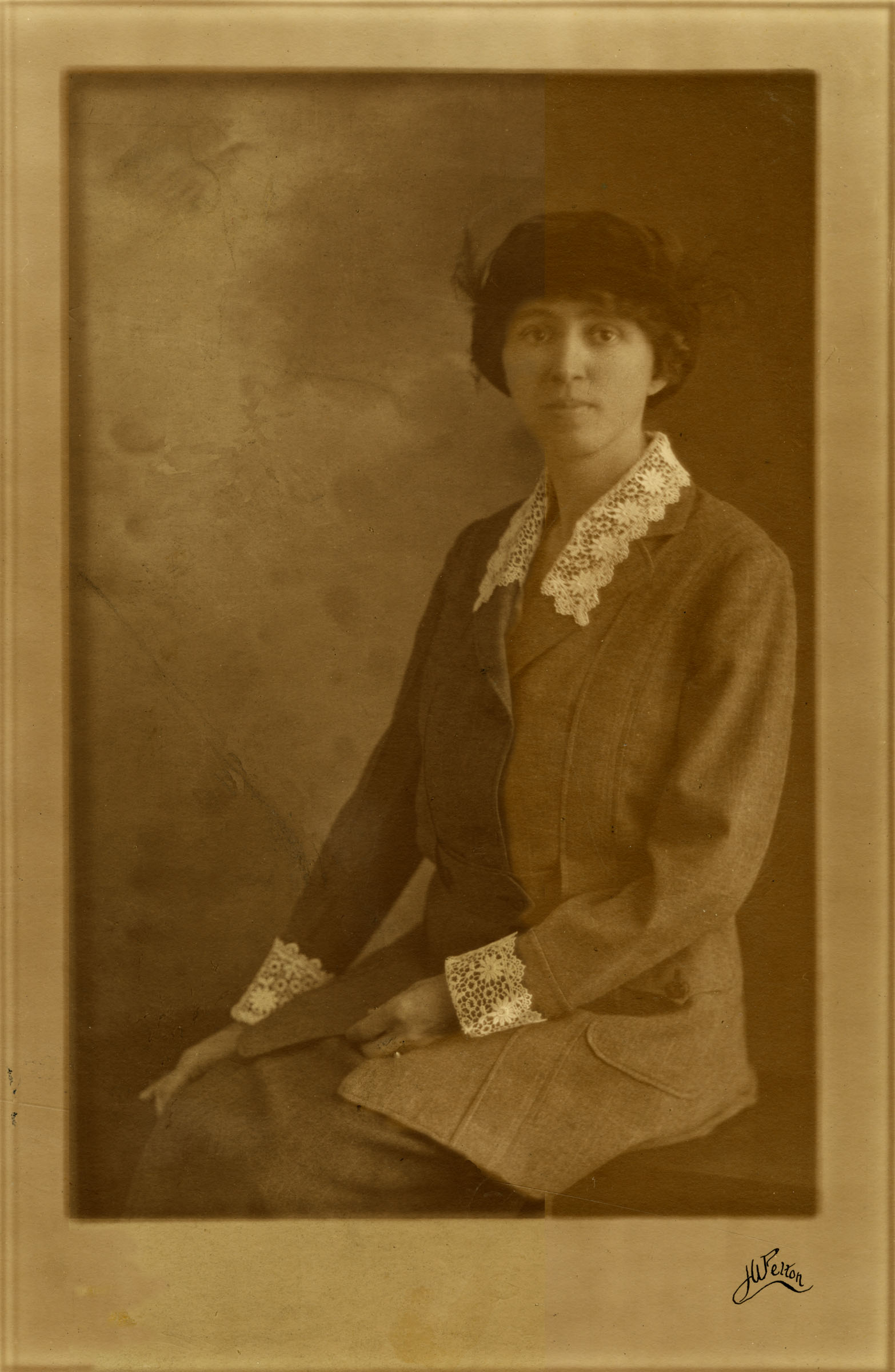
صورة ليليان إكسوم كليمنت

رشح ديمقراطيو مقاطعة بونكوم كليمنت في عام 1920 للجمعية العامة لعام 1921 التابعة لمجلس النواب، ثم انتخبتها هيئة انتخابية مؤلفة بالكامل من الأعضاء الذكور، لتفوز بأغلبية ساحقة وصلت إلى 10,368 صوت مؤيد مقابل 41 صوت معارض.
قدمت كليمنت 17 مشروع قانون في أثناء شغلها لهذا المنصب، واستطاعت تشريع 16 منهم. طرحت كليمنت تشريعًا هادفًا إلى تقليل الفترة الزمنية التي تلزم المرأة بأن تظهر تخلي زوجها عنها باعتبارها أساسًا لعملية الطلاق، إذ اقترحت تقليل هذه المدة من 10 سنوات إلى 5 سنوات فقط. تطلّب أحد مشاريع القوانين البارزة التي طرحتها تلقيح الأبقار ضد السل. اعتُبرت كليمنت أول مشرعة تتبنى مشروع قانون يتطلب خصوصية التصويت في ولاية كارولاينا الشمالية.
تناولت كليمنت في مشروعي قانونين طرحتهما كل من الأمومة والإنجاب على وجه التحديد. طرحت مشروع القانون الأول واعتُبر مثيرًا للجدل في تلك الفترة، إذ تناولت فيه تخصيص أموال من الدولة لمنزل ليندلي للأمهات غير المتزوجات. تناولت كليمنت في مشروع القانون الثاني الفكرة المتمثلة بسماح الدولة بتعقيم الأفراد «غير الأكفاء عقليًا». اعتُبرت قوانين التعقيم المشابهة لهذا جزءًا من حركة تحسين النسل في الولايات المتحدة ولا سيما في ولاية كارولاينا الشمالية، إذ انطوت هذه الحركة على إنشاء مجلس تحسين النسل في ولاية كارولاينا الشمالية في عام 1933.
خدمت كليمنت لفترة ولاية واحدة قبل أن يعيّنها حاكم ولاية كارولاينا الشمالية مديرةً لمستشفى الولاية في مورغانتاون.